# Bukówiec Górny
Bukówiec Górny (prononciation : [buˈkuvjɛt͡s ˈɡurnɨ]) est un village polonais de la gmina de Włoszakowice dans le powiat de Leszno de la voïvodie de Grande-Pologne dans le centre-ouest de la Pologne.
Il se situe à environ 4 kilomètres au nord-est de Włoszakowice (siège de la gmina), à 15 kilomètres au nord-ouest de Leszno (siège du powiat) et à 62 kilomètres au sud-ouest de Poznań (capitale régionale).
Le village possédait une population de 1 645 habitants en 2009.

## Histoire
De 1975 à 1998, le village faisait partie du territoire de la voïvodie de Leszno.

Depuis 1999, Bukówiec Górny est situé dans la voïvodie de Grande-Pologne.